# لانا القسوس
 لانا طلال قسوس (27 نوفمبر 1976) إعلامية أردنية.

## حياتها
كانت تشارك في العديد من حفلات المدرسية، حاصلة على بكالوريوس في إدارة الأعمال من الجامعة الأردنية عام 1998
.

### حياتها الأسرية
في التاسع عشر من يونيو 2023 أعلنت خطوبتها من رجل الأعمال الأردني المهندس ياسر المناصير

## مشوارها المهني
- بدأت من التلفزيون الأردني مطلع عام 1997، عندما قدمت أول برنامج على الهواء، ثم شاركت في العديد البرامج المباشرة والمسجلة، وفي مختلف المواضيع: فنية، اجتماعية وثقافية.
- عام 1998 تقلت عرضاً من تلفزيون دبي في شهر التسوق وقدمت برنامجاً على الهواء مباشرة لمدة 3 ساعات طوال تلك الفترة كان عنوانه «صباح الخير يا دبي» مع المخرج علي العبدول.
- في العام الذي يليه قدمت برنامجاً آخر على القناة نفسها، وفي شهر التسوق أيضاً بعنوان «مراحب»، وكان مع المخرج أحمد المنصوري.
- بعدها عادت لتقديم برنامج «يسعد صباحك» على شاشة التلفزيون الأردني.
- إستدعتها المخرجة الراحلة فكتوريا عميش للعمل مذيعة مؤقتة في برنامج يسعد صباحك الذي لاقى جماهيرية كبيرة في الأردن وخارجها.

وعندما كان أول شعور لها امام الكاميرا في برنامج يسعد صباحك: كان شعوراً لا يوصف... كانت خائفة جداً، خصوصاً أن الظهور الأول لها كان مباشرة علـى الهواء، ولم تكن لديها الخبرة 
- بعدها انتقلت للعمل في قناة الراي التلفزيونية في الكويت لتقدم برنامج ما وراء الأبواب عاصفة من الآراء المتعددة، حصل على أعلى نسبة مشاهدة في دول مجلس التعاون الخليجي عامة والكويت خاصة.[7]
- بعدها انتقلت إلى تلفزيون أبو ظبي وخلال هذه الفترة قامت بتغطية العديد من المهرجانات العربية «لمن يهمه الأمر» المقتبس عن البرنامج الفرنسي الشهير 7 على 8 حيث يتناول في كل حلقة موضوعات وظواهر من الوطن العربي والعالم يتم مناقشتها عبر تقارير متنوعة وقدمت قبل ذلك برنامج «جريدة بلا ورق» على قناة الإمارات. براتب شهري قدره 6000 دولار أمريكي.[8]
- تابعت عملها في تلفزيون الرأي بعد أن قدموا لها عرضاً جيداً براتب 3000 دولار شهريا، ولا تخفي أن أحد أهم العوامل في انتقالها من التلفزيون الأردني كان العامل المادي، حيث طالبت زيادة راتبها إلا أنها لم تجد آذاناً صاغية حيث وجهة رسالة إلى إدارة التلفزيون تطلب زيادة على ما كانت تتقاضاه من راتب شهري وهو 250 ديناراً إلا أن الإدارة مع الأسف رفضت ذلك.[9]
- عادت بعدها إلى مؤسسة الإذاعة والتلفزيون لبرنامج يسعد صباحك بعد غياب طويل وكانت أول حلقة بعد فترة غياب طويلة بتاريخ 17-9-2010 , وقد عبرت لانا القسوس عن فرحتها بالعودة وقالت «لم أحتمل رغبات الجمهور الذي ظل يلح عليّ لكي أعود إليه، وشعرت بالمسؤولية تجاهه. ولهذا كانت موافقتي على طلب إدارة التلفزيون الأردني بالعودة إلى شاشتها التي تدين لها بالفضل في تجربتي التلفزيونية».[10][11]

في يناير 2020 أعلنت عن قرار تركها تقديم برنامج «يسعد صباحك» الذي ارتبطته به مدة خمسة عشر عاما وانتقلت لإدارة قسم التسويق في التلفزيون الأردني
في فبراير 2024 أعلنت عودتها إلى شاشة التلفزيون الأردني في برنامج “حكاياتنا أردنية”.

## سفيرة النوايا الحسنة للإعلام
- عينت في تاريخ 17-4-2015 سفيرة نوايا حسنة للإعلام لدى الاتحاد البرلماني الدولي متعدد الأغراض وعضواً في القافلة الدولية لسفراء النوايا الحسنة حول العالم كأول إعلامية أردنية تنال هذا المنصب.[14][15]

## ألقابها
لقبت بالعديد من الألقاب من أهمها:

### فراشة الشاشة
قصة نجاح ما زالت ثمارها تروى وتكبر دخلت قلوب المشاهدين وحجزت لقلوبنا معها وقتاً نقضيه في اجازتنا يستمتع معها الضيف قبل المشاهد تطل عليهم فيها كل جمعة لتشاركهم جمعتهم ومناسباتهم وقضاياهم.

### المرأة الحديدية
لانا: هذا اللقب جاء من بعد تقديمها برنامج «وراء الابواب» على شاشة الكويت الذي اتصف بجرأته بالمواضيع والاسئلة المطروحة حيث اختلف البرنامج عن غيره بكسر الحواجز المألوفة والتطرق لمواضيع سائدة مغلفة بكلمة «العيب» ومناقشتها مع اولي الاختصاص والمعرفة، خاصة بمجتمع خليجي له عاداته وتقاليده.
وظهرت قوة شخصيتها في العديد من البرامج الحوارية الجريئة فأطلق عليها لقب المذيعة الحديدية هي شخصية بغنى عن التعريف أبدعت فتألقت ثم كسبت حب الجمهور عن استحقاق وبجدارة.

### أخت البدون
أثارت في برنامجها ما وراء الأبواب عاصفة من الآراء المتعددة في سلسلة الحلقات التي قدمتها عن البدون في الكويت وهي تكشف للمرة الأولى تفاصيل ما جرى في تلك الحلقات، تقول: لم أكن مع أو ضد البدون، بل كنت أطرح وجهات النظر المختلفة مع اعتقادي بحرية الإنسان في العيش الكريم حيث يقيم، وكان نائب مجلس الأمة أحمد باقر اتصل في الحلقة الأولى وعرض آراءً متناقضة فيما يخص هذه القضية.
وفي الحلقة الثانية عرضنا استضافته فوافق بشرط معرفة الضيف، وحين عرف الشيخ عبد العزيز العويد رفض الظهور، إلا أننا أقنعناه بأن الذي سيقابله هو مبارك المطوع وأن العويد سيكون موجوداً في المحطة في حال تعذر ظهور الضيف الآخر، وبعد الفقرة الثالثة دخل الشيخ عبد العزيز العويد الاستديو فما كان من النائب أحمد باقر إلا أن نهض وترك المايك وانصرف خارج الاستديو بطريقة استفزازية قائلاً إنه لن يتحاور مع هذا الشخص بحجة أنه بدون، وهي حجة ضعيفة.
ويتذكر كل من شاهد الحلقة أننا حاولنا بكل وسيلة إبقاء أحمد باقر لإكمال الحلقة دون فائدة، وهنا أرسل تحياتي للشيخة أوراد الجابر الصباح التي ساندتني في تلك القضية، وما أثير حولها من لغط، ولا أعتقد أن من أخلاق الضيافة أن تنهض من مجلس أثناء دخول شخص ما أي كان ما بينك وبينه.
بعد حلقة البدون وصفت لانا في كتابات الإعلام والمنتديات الكويتية بوصف المذيعة الحديدية لقوة إدارتها للحلقات وجرأة الموضوعات التي طرحتها، إلا أن آخرين أبقوا في أذهانهم صورتها الجميلة فوصفوها بلقب فراشة الرأي، ومن الألقاب التي أطلقتها عليها إحدى المنتديات المساندة لقضية البدون في الكويت هو لقب أخت البدون وحين عرضنا عليها هذا اللقب ابتسمت.
وأكدت أنها تتشرف به وبالانتماء لأي عربي على هذه الأرض، وتقول لانا عن أيامها بالكويت: لا أزال إلى اليوم اشتاق إلى أجواء الكويت، هذا البلد العربي الذي يضمن حرية الرأي وحرية الإعلام والكتابة وأرسى قواعد ديمقراطية جديرة بالاحترام.

## تجربتها مع الملاعب
وجه الاتحاد الأردني الدعوة له لتولي عرافة حفل مباراة كاس الكؤوس وتقديم الفقرات وتحميس الجمهورين واشتهرت بكلماتها التي قالتها أثناء المباراة «الوطن أكبر من الفيصلي والوحدات» وكانت أول مرة تدخل الملعب بهذه الطريقة الرائعة وتحفيز الفريقين 

## البرامج التي قدمتها
| البرنامج            | القناة            | العام       |
| ------------------- | ----------------- | ----------- |
| ألوان (مراسلة فنية) | تلفزيون دبي       | 1997        |
| صباح الخير يا دبي   | تلفزيون دبي       | 1997        |
| مراحب               | تلفزيون دبي       | 1998 - 2000 |
| يسعد صباحك          | التلفزيون الأردني | 2000 - 2005 |
| ما وراء الأبواب     | تلفزيون الراي     | 2005 - 2008 |
| جريدة بلا ورق       | قناة الإمارات     | 2008        |
| لمن يهمه الأمر      | تلفزيون أبو ظبي   | 2009 - 2010 |
| يسعد صباحك          | التلفزيون الأردني | 2010 - 2020 |
| حكاياتنا أردنية     | التلفزيون الأردني | 2024        |

## جوائز وتكريمات
- جائزة على أفضل مذيعة أردنية للعامين 2001 و2002 وتم تكريمها من جلالة الملكة رانيا العبد الله[21]  الأردن
- كرمت في الكويت بمناسبة حصولها على لقب «مكتشفة ما وراء الأبواب» كونها كانت تقدم برنامج «وراء الأبواب» الذي كان يطرح القضايا بشكل جريء وبدون خطوط حمراء بما يخدش الحياء العام، وكان أول برنامج من نوعه على مستوى الخليج العربي يعالج هكذا مواضيع  الكويت[22]
- جائزة أطوار بهجت في دورتها السادسة تقديراً لجهودها الإعلامية في منتدى الاعلاميات العراقيات  العراق لعام 2024[23]